# Districte de Prada

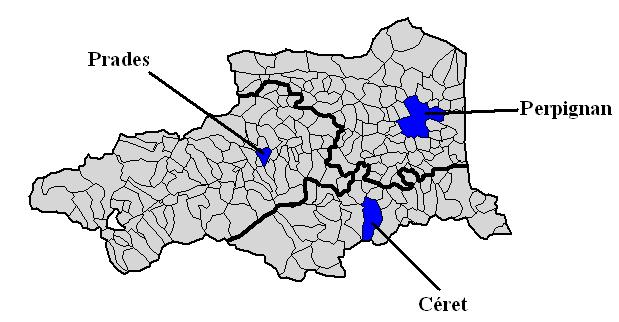
Els 3 districtes dels Pirineus Orientals

El Districte de Prada (francès: Arrondissement de Prades) és una regió de la Catalunya del Nord. Administrativament, és un districte del departament dels Pirineus Orientals, a la regió d'Occitània de l'Estat francès. La capital del districte és Prada.
La divisió administrativa interna, així com l'abast territorial, ha anat canviant molt al llarg dels anys. Solia estar dividida en 6 cantons. A de gener de 2023, el districte comptava amb 123 comunes.

## Cantons
- Montlluís
- Oleta
- Prada
- Sallagosa
- Sornià
- Vinçà

## Història
El prefecte de l'Arieja era l'encarregat d'Andorra des de 1840 (era l'únic departament francès que tenia frontera amb el Principat d'Andorra): aquesta responsabilitat passà al sotsprefecte de Prades en 1882 amb el títol de Delegat permanent davant el prefecte dels Pirineus Orientals en 1884.